# Драфт НХЛ 2006
Драфт НХЛ 2006 відбувся 24 червня в спортивному комплексі «Дженерал-Моторс-плейс» (Ванкувер, Британська Колумбія, Канада) — домашній арені клуба «Ванкувер Канакс». Першим номером драфту 2007 року був обраний клубом «Сент-Луїс Блюз» американець Ерік Джонсон. Всього було проведено сім раундів драфту, в котрих команди НХЛ закріпили свої права на спортивну діяльність 213 хокеїстів.

## Перший раунд
| Загальне місце | Хокеїст          | Позиція              | Команда НХЛ            |
| -------------- | ---------------- | -------------------- | ---------------------- |
| 1              | Ерік Джонсон     | захисник             | «Сент-Луїс Блюз»       |
| 2              | Джордан Стаал    | центральний нападник | «Піттсбург Пінгвінс»   |
| 3              | Джонатан Тейвз   | центральний нападник | «Чикаго Блекгокс»      |
| 4              | Ніклас Бекстрем  | центральний нападник | «Вашингтон Кепіталс»   |
| 5              | Філ Кессел       | правий нападник      | «Бостон Брюїнс»        |
| 6              | Дерик Брассар    | центральний нападник | «Колумбус Блю-Джекетс» |
| 7              | Кайл Окпосо      | правий нападник      | «Нью-Йорк Айлендерс»   |
| 10             | Міхаел Фролик    | центральний нападник | «Флорида Пантерс»      |
| 11             | Джонатан Берньє  | воротар              | «Лос-Анджелес Кінгс»   |
| 13             | Їржі Тлустий     | крайній нападник     | «Торонто Мейпл-Ліфс»   |
| 14             | Міхаель Грабнер  | лівий нападник       | «Ванкувер Канакс»      |
| 17             | Тревор Льюїс     | центральний нападник | «Лос-Анджелес Кінгс»   |
| 18             | Кріс Стюарт      | правий нападник      | «Колорадо Аваланш»     |
| 22             | Клод Жіру        | правий нападник      | «Філадельфія Флайєрс»  |
| 23             | Семен Варламов   | воротар              | «Вашингтон Кепіталс»   |
| 25             | Патрік Берглунд  | центральний нападник | «Сент-Луїс Блюз»       |
| 27             | Іван Вишневський | захисник             | «Даллас Старс»         |
| 28             | Нік Фоліньйо     | лівий нападник       | «Оттава Сенаторс»      |

## Наступні раунди
| Загальне місце | Хокеїст            | Позиція              | Команда НХЛ           |
| -------------- | ------------------ | -------------------- | --------------------- |
| 33             | Ігор Макаров       | правий нападник      | «Чикаго Блекгокс»     |
| 34             | Міхал Нойвірт      | воротар              | «Вашингтон Кепіталс»  |
| 37             | Юрій Александров   | захисник             | «Бостон Брюїнс»       |
| 39             | Андреас Недль      | лівий нападник       | «Філадельфія Флаєрс»  |
| 44             | Микола Кульомін    | крайній нападник     | «Торонто Мейпл-Ліфс»  |
| 47             | Шон Маттаяс        | крайній нападник     | «Детройт Ред Вінгз»   |
| 50             | Мілан Лучич        | лівий нападник       | «Бостон Брюїнс»       |
| 54             | Артем Анісімов     | центральний нападник | «Нью-Йорк Рейнджерс»  |
| 55             | Денис Бодров       | захисник             | «Філадельфія Флайєрс» |
| 58             | Олександр Васюнов  | крайній нападник     | «Нью-Джерсі Девілс»   |
| 60             | Єссе Йоенсуу       | крайній нападник     | «Нью-Йорк Айлендерс»  |
| 62             | Дік Аксельссон     | крайній нападник     | «Детройт Ред Вінгз»   |
| 63             | Джемі Макбейн      | захисник             | «Кароліна Гаррікейнс» |
| 71             | Бред Маршенд       | лівий нападник       | «Бостон Брюїнс»       |
| 72             | Кел Клаттербак     | правий нападник      | «Міннесота Вайлд»     |
| 74             | Джефф Заткофф      | воротар              | «Лос-Анджелес Кінгс»  |
| 82             | Даніель Рахімі     | захисник             | «Ванкувер Канакс»     |
| 88             | Йонас Анелев       | захисник             | «Фінікс Койотс»       |
| 91             | Каспарс Даугавіньш | лівий нападник       | «Оттава Сенаторс»     |
| 97             | Оскар Осала        | лівий нападник       | «Вашингтон Кепіталс»  |
| 99             | Джеймс Реймер      | воротар              | «Торонто Мейпл-Ліфс»  |
| 106            | Рето Берра         | воротар              | «Сент-Луїс Блюз»      |
| 109            | Якуб Коварж        | воротар              | «Філадельфія Флаєрс»  |
| 111            | Корбініан Гольцер  | захисник             | «Торонто Мейпл-Ліфс»  |
| 114            | Ніклас Андерсен    | захисник             | «Лос-Анджелес Кінгс»  |
| 117            | Фелікс Шюц         | центральний нападник | «Баффало Сейбрс»      |
| 132            | Ніко Ховінен       | воротар              | «Міннесота Вайлд»     |
| 137            | Томаш Заборський   | крайній нападник     | «Нью-Йорк Рейнджерс»  |
| 139            | Павло Валентенко   | захисник             | «Монреаль Канадієнс»  |
| 162            | Джуліан Вокер      | крайній нападник     | «Міннесота Вайлд»     |
| 163            | Сергій Широков     | крайній нападник     | «Ванкувер Канакс»     |
| 164            | Константін Браун   | захисник             | «Лос-Анджелес Кінгс»  |
| 165            | Йонас Енлунд       | центральний нападник | «Атланта Трешерс»     |
| 167            | Юрай Шімек         | захисник             | «Ванкувер Канакс»     |
| 170            | Олександр Бумагін  | лівий нападник       | «Едмонтон Ойлерс»     |
| 172            | Петтері Віртанен   | центральний нападник | «Анагайм Дакс»        |
| 180            | Лео Комаров        | центральний нападник | «Торонто Мейпл-Ліфс»  |
| 182            | Ян Муршак          | правий нападник      | «Детройт Ред-Вінгс»   |
| 185            | Тімо Сеппянен      | захисник             | «Піттсбург Пінгвінс»  |
| 198            | Денис Казіонов     | лівий нападник       | «Тампа-Бей Лайтнінг»  |
| 200            | Артурс Кулда       | захисник             | «Атланта Трешерс»     |
| 205            | Андрій Попов       | правий нападник      | «Філадельфія Флайєрс» |
| 213            | Юстін Крюгер       | правий захисник      | «Кароліна Гаррікейнс» |